# Parmena balteus
Parmena balteus är en skalbaggsart som först beskrevs av Carl von Linné 1767.  Parmena balteus ingår i släktet Parmena och familjen långhorningar.
Artens utbredningsområde är Frankrike. Inga underarter finns listade i Catalogue of Life.